# Irugur
Irugur é uma panchayat (vila) no distrito de Coimbatore, no estado indiano de Tamil Nadu.

## Geografia
Irugur está localizada a 11° 01′ N, 77° 04′ L. Tem uma altitude média de 343 metros (1125 pés).

## Demografia
Segundo o censo de 2001,  Irugur  tinha uma população de 18,602 habitantes. Os indivíduos do sexo masculino constituem 50% da população e os do sexo feminino 50%. Irugur tem uma taxa de literacia de 73%, superior à média nacional de 59.5%: a literacia no sexo masculino é de 80% e no sexo feminino é de 66%. Em Irugur, 9% da população está abaixo dos 6 anos de idade.